# NATO Légi Vezetési és Irányítási Rendszer Igazgatási Szervezet
A NATO Légi Vezetési és Irányítási Rendszer Igazgatási Szervezet – angolul NATO ACCS Management Organization, rövidítve NACMO – 1989-ben alakult. Létrehozását az Észak-atlanti Tanács rendelte el, működésének jogi kereteit pedig az 1990. július 18-án a Tanács által elfogadott Alapító Okirat adta meg. A szervezet az Észak-atlanti Tanácsnak közvetlenül alárendelt, tagjai az ACCS programban részt vevő NATO tagállamok.
A legfőbb döntéshozó testülete a NATO Légi Vezetési és Irányítási Rendszer Igazgatási Szervezet Igazgatótanács - angolul NATO ACCS Management Organization Board of Directors, rövidítve NACMO BOD.

## Feladata
Alapvető feladata biztosítani és harmonizálni az ACCS program tervezési és végrehajtási tevékenységét. Ennek során biztosítja a jóváhagyott hadműveleti követelményeknek való teljes megfelelést, minimalizálja a katonai kockázatokat. Döntéseinél, a végrehajtás során figyelembe veszi a politikai, gazdasági, ipari és technikai feltételeket; rugalmasan válaszol azok változásaira. Legfontosabb működési területei:
- Az ACCS fogalmi meghatározása és fő rendszerterveinek elkészítése;
- Az ACCS rendszer egységességének biztosítása és megvalósításának egységes irányítása, kezelése
- Az ACCS beszerzési eljárásainak kidolgozása, a beszerzés végrehajtása és megvalósításának irányítása a hadműveleti követelmények messzemenő figyelembe vételével;
- A különböző ACCS konfigurációk kezelése[2]

## Tagállamok

### Alapító tagállamok (1990)[3]
- Amerikai Egyesült Államok
- Belgium
- Dánia
- Egyesült Királyság
- Franciaország
- Görögország
- Hollandia
- Kanada
- Német Szövetségi Köztársaság
- Norvégia
- Olaszország
- Portugália
- Spanyolország
- Törökország

### Később csatlakozott államok
- 2000 –  Csehország,  Lengyelország,  Magyarország
- 2006 –  Bulgária,  Észtország,  Lettország,  Litvánia,  Románia,  Szlovákia,  Szlovénia

### Meghívott államok
- 2008 -  Izland